# Covas (Tábua)
Covas ist eine Ortschaft und ehemalige Gemeinde in Portugal.

## Geschichte
Die Ortschaft entstand im Zuge der Siedlungspolitik nach der Reconquista, vermutlich ab Mitte des 12. Jh. Erste Stadtrechte erhielt Covas am 15. März 1514 durch König D. Manuel. Es blieb eine Gemeinde im Kreis Midões, bis zu dessen Auflösung 1853 und der zeitgleichen Schaffung des Kreises Tábua, zu dem es seither gehört.

## Verwaltung
Covas war eine Gemeinde (Freguesia) im Kreis (Concelho) von Tábua, im Distrikt Coimbra. Am 30. Juni 2011 hatte die Gemeinde 1084 Einwohner auf einem Gebiet von 17,4 km².
Im Zuge der kommunalen Neuordnung Portugals am 29. September 2013 wurde Covas mit Vila Nova de Oliveirinha zur neuen Gemeinde União das Freguesias de Covas e Vila Nova de Oliveirinha zusammengeschlossen. Sitz der neuen Gemeinde wurde Covas.